# Afàsia anòmica
L'afàsia anòmica, també anomenada anòmia, afàsia amnèsica o afàsia nominal, és un tipus d'afàsia que es caracteritza per la pèrdua de la capacitat d'anomenar objectes o de reconèixer-los pel seu nom. Sovint s'utilitza el terme anòmia per referir-se a qualsevol dèficit en l'expressivitat del llenguatge com a símptoma de qualsevol tipus d'afàsia, però els pacients el dèficit principal dels quals és la funció nominal, és a dir, la recuperació de mots i noms propis, són diagnosticats amb afàsia anòmica. Les persones amb afàsia que mostren anomia sovint poden descriure un objecte en detall i potser fins i tot utilitzar gestos amb les mans per demostrar com s'utilitza l'objecte, però no poden trobar la paraula adequada per anomenar-lo. Així, els pacients amb afàsia anòmica tenen relativament conservada la fluïdesa de la parla, la repetició, la comprensió i la parla gramatical.
Tot i que l'afàsia anòmica per si sola no indica demència, un diagnòstic positiu pot advertir la presència d'altres problemes subjacents, i per tant, la necessitat de fer altres proves. L'anomia s'associa amb un deteriorament cognitiu lleu que pot evolucionar en demència d'Alzheimer o trastorns similars.